# Helixanthera parishii
Helixanthera parishii är en tvåhjärtbladig växtart som beskrevs av Danser. Helixanthera parishii ingår i släktet Helixanthera och familjen Loranthaceae. Inga underarter finns listade i Catalogue of Life.